# Clematis javana
Clematis javana är en ranunkelväxtart som beskrevs av Dc.. Clematis javana ingår i släktet klematisar, och familjen ranunkelväxter. Inga underarter finns listade i Catalogue of Life.